# Бердь
Бердь — река в России, правый приток Оби. Длина реки — 363 км, площадь водосборного бассейна — 8650 км². Средний годовой расход воды — 45,8 м³/с. Ледостав с начала ноября по середину апреля. На реке Бердь расположены посёлок городского типа Маслянино, города Искитим и Бердск. Происхождение гидронима «Бердь» пока не имеет убедительного объяснения.

## География
Исток Берди находится на высоте 440 м в горном массиве Салаир, на границе Кемеровской области и Алтайского края. Большая часть русла расположена в Новосибирской области. С 1959 года река впадает в Бердский залив Новосибирского водохранилища, при строительстве которого была затоплена долина реки на 40 км от бывшего устья, образовав протяжённый Бердский залив.
Площадь бассейна реки составляет 8650 км². В Искитиме, в 40 км от плотины среднемесячный расход воды составляет 45,8 м/с. Перед впадением в водохранилище ширина Берди составляет 75 м, глубина 1,7 м и скорость течения 0,5 м/с. До 90-х годов XX века, Бердь была судоходна на 35 км от устья.

## Водоиспользование и экология
Воды Берди активно используются для орошения, питьевого и промышленного водоснабжения, а также рекреации двух густонаселённых районов Новосибирской области — Маслянинского и Искитимского; как следствие, они подвергаются значительному загрязнению. Например, концентрация фенолов в водах Бердского залива в 1994 году превышала допустимую норму в 16 раз, нефтепродуктов — в 5 раз. Основными источниками загрязнения являются продукты эрозии берегов вследствие гидростроительства, чрезмерного выпаса скота и повреждения прибрежной растительности, а также сельскохозяйственное и промышленно-бытовое загрязнение.
Бердь судоходна до г. Искитим, но практически судоходство осуществляется только в пределах Бердского залива. Бердь ограниченно используется для лесосплава.

## Гидрометрия
| Средний расход воды (м³/с) реки Бердь по месяцам с 1956 по 2000 гг. (замеры производились на гидрологическом посту Старый Искитим) |

## Притоки
(указано расстояние от устья)
- 22 км: Шадриха
- 27 км: Коён 54 км
- 35 км: Тальменка
- 45 км: Чёрная
- 53 км: Койниха 86 км
- 56 км: Шипуниха 79 км
- 62 км: Чесноковка
- 78 км: Выдриха
- 83 км: Елбаш
- 99 км: Каменка
- 105 км: Чём 96 км
- 114 км: Ичок
- 126 км: Ик
- 139 км: Выдриха
- 162 км: Кинтереп
- 166 км: Сухая Каменка
- 166 км: Талица
- 167 км: Укроп
- 178 км: Каменка
- 180 км: Пайвиха
- 184 км: Изырак
- 186 км: Мостовка
- 187 км: Стрельна
- 190 км: Курья
- 195 км: Барсучиха
- 198 км: Большая Филимониха
- 202 км: Шемонаиха
- 210 км: Зырянка
- 218 км: Томка
- 229 км: Зайчиха
- 232 км: Елбань 62 км
- 240 км: Суенга 71 км
- 259 км: Матрёнка
- 266 км: Матвеевка
- 272 км: Анфимов Мочег
- 286 км: Берёзовая
- 300 км: Павловка
- 307 км: Талица Кривая
- 331 км: Петрушиха
- 339 км: Таловка
- 344 км: Каланка

## Данные водного реестра
По данным государственного водного реестра России относится к Верхнеобскому бассейновому округу, водохозяйственный участок реки — Обь от города Барнаул до Новосибирского гидроузла, без реки Чумыш, речной подбассейн реки — бассейны притоков (Верхней) Оби до впадения Томи. Речной бассейн реки — (Верхняя) Обь до впадения Иртыша.